# CODLAG

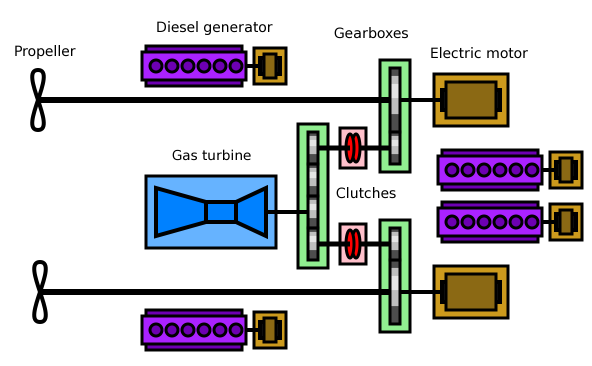

CODLAG (англ. Combined Diesel-electric and Gas, Комбіновані дизель-електрика та газ) — тип комбінованої морської енергетичної установки, в якій гребний вал обертають газова турбіна та електродвигун, а електричну енергію для електродвигуна виробляє один або декілька дизель-генераторів.
Система використовується лише на військових кораблях та суднах спеціального призначення.
У системі CODLAG дизельні генератори виробляють електричну енергію для електродвигунів, а також для внутрішніх потреб корабля. Таким чином зменшується кількість генераторів різних типів. Електродвигуни можна підключити напряму до гребних валів, так як вони здатні працювати у широкому діапазоні швидкостей.
Електричні двигуни зазвичай використовуються для економного ходу на крейсерській швидкості, а для прискорення та руху з максимальною швидкістю використовується газова турбіна.
Коробка передач дозволяє працювати електродвигунам та газовій турбіні одночасно або окремо кожному типу двигунів.

## Варіанти системи

### CODLOG
- CODLAG (англ. (Combined Diesel-electric ot Gasl, дос. «Комбіновані дизель-електрика або газ»). У цій системі електродвигуни та газова турбіна можуть обертати гребний вал лише окремо. Таким чином спрощується трансмісія.

### IEP
- IEP (англ. Integrated electric propulsion, дос. «Інтегрована електрична силова установка») — система, в якій як дизельні двигуни, так і газова турбіна працюють на електричні генератори, які живлять електродвигуни.

## Список кораблів

### Система CODLAG
- Фрегати типу 23 ВМС Великої Британії
- Фрегати класу F125 ВМС Німеччини
- Пороми GTS Finnjet
- Фрегати типу FREMM ВМС Італії

### Система CODLOG
- Криголами типу «Полар» Берегової охорони США
- Фрегати типу FREMM ВМС Франції
- Фрегати типу «Тегу» ВМС Республіки Корея
- Фрегати типу 26 ВМС Великої Британії (у розробці)

### Система IEP
- Круїзний теплохід Queen Mary 2
- Авіаносці типу «Квін Елізабет» ВМС Великої Британії
- Ескадрені міноносці типу 45 ВМС Великої Британії
- Ескадрені міноносці типу «Зумвольт» ВМС США